# Josip Fistravec
Josip Fistravec, slovenski učitelj in srednješolski profesor, * 22. februar 1858, Zgornja Kungota, † (?).
Po končani gimnaziji v Mariboru (1877) je na graški univerzi do 1881 študiral klasično filologijo in francoščino ter se po končanem študiju posvetil pouku na osnovnih šolah v mariborski okolici. V tem času je napravil državni izpit za poučevanje na meščanskih šolah in izpit iz slovenske stenografije v Zagrebu (1912) ter se do 1919 zaposlil na slovenskem ženskem učiteljišču v Gorici, bil nato do 1922 zaposlen na državni realki v Mariboru in do upokojitve 1924 na mariborskem ženskem državnem učiteljišču. Ves čas aktivne službe je dopisoval v razne liste. Napisal je učbenik za zgodovinski pouk ter sodeloval pri izdaji osnovnošolskega berila.